# Robert Wadlow

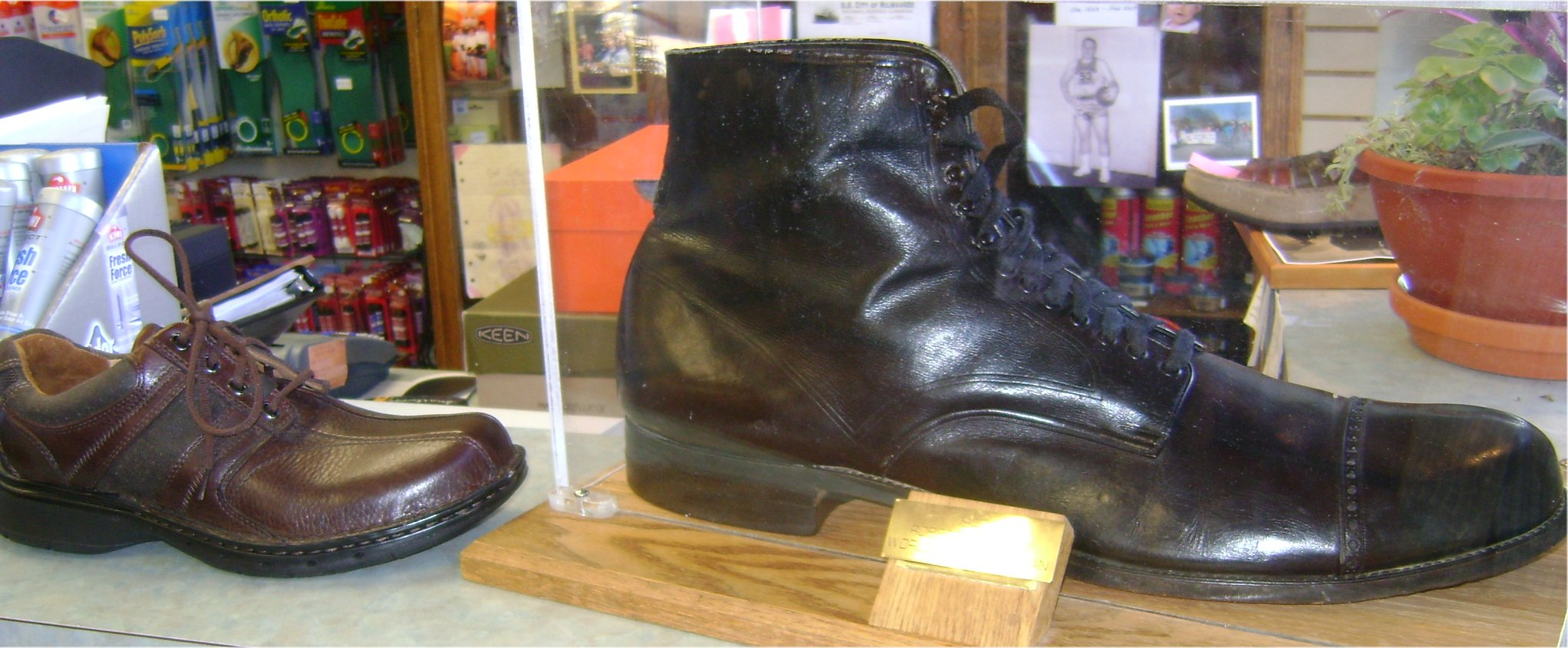
Een schoen van Robert Wadlow vergeleken met een normaal formaat schoen

Robert Pershing Wadlow (Alton (Illinois), 22 februari 1918 – Manistee (Michigan), 15 juli 1940) was, volgens het Guinness Book of Records, met zijn 2,72 meter de langste mens die ooit heeft geleefd.

## Biografie
Wadlow was de zoon van Harold Franklin Wadlow en Addie Johnson. Al op de basisschool had hij een speciaal voor zijn lengte gemaakt bureautje nodig. Op zijn vierde was hij 1,60 meter, op zijn achtste 1,83 meter (hij was op dat moment al langer dan zijn vader), op zijn tiende 1,96 meter en op zijn veertiende jaar 2,26 meter. Toen hij 16 jaar was, woog hij 170 kg en was hij 2,48 meter lang, met 17 jaar 173 kg en 2,51 meter, met 18 jaar 2,54 meter en 177 kg en met 19 jaar 2,59 meter en 220 kg. Rond deze tijd had hij door zijn buitengewone lengte beenbeugels nodig om te kunnen lopen.
Op 27 juni 1940, 18 dagen voor zijn dood, werd door de artsen zijn grootste lengte gemeten: 2,72 meter. Op 4 juli werd hij in het ziekenhuis opgenomen wegens een infectie aan zijn enkel. Hij stierf op 15 juli 1940 in zijn slaap. Verondersteld wordt dat zijn abnormale groei veroorzaakt werd door hyperplasie van de hypofyse. Onderzoekers veronderstelden tevens dat Wadlow wellicht nog langer had kunnen worden als hij niet zo vroeg was gestorven.

## Monument
Sinds 1975 staat er een levensgroot standbeeld van hem bij de Southern Illinois University Edwardsville School of Dental Medicine. Ook staat er een levensgroot standbeeld van hem in het Guinness Book of Records Museum in Kopenhagen.

## Bijnamen
Wadlow staat ook bekend onder verschillende bijnamen:
- The gentle giant
- The giant of Illinois
- The giant of Alton